# Gilad Atzmon
Gilad Atzmon (גלעד עצמון, ur. 9 czerwca 1963 w Tel Awiwie), brytyjski muzyk jazzowy (saksofonista, klarnecista, flecista), pisarz i aktywista pochodzenia żydowskiego.
Ukończył Rubin Academy of Music w Jerozolimie. W latach 90. przeniósł się do Wielkiej Brytanii.
W Polsce ukazała się jego książka "Moja jedyna miłość".
Jest również antysyjonistycznym aktywistą.

## Dyskografia
- The Tide Has Changed, 2010
- In loving memory of America, 2009
- Refuge, 2007
- Artie Fishel and the Promised Band, 2006
- MusiK, 2004
- Exile, 2004
- Nostalgico, 2001
- Gilad Atzmon &The Orient House Ensemble, 2000
- Juizz Muzic, 1999
- Take it or Leave It, 1999
- Spiel, 1995
- Spiel Acid Jazz Band, 1995
- Spiel, 1993